# آبشار پوئکاوکو
آبشار پوئکاوکو (به انگلیسی: Pu'uka'oku Falls) آبشاری است که در کشور ایالات متحده آمریکا واقع شده‌است و بلندترین ریزشگاه آن ۸۴۰ متر ارتفاع دارد. این آبشار، هشتمین آبشار بلند جهان است.